# Hautot-Saint-Sulpice
 Hautot-Saint-Sulpice  es una población y comuna francesa, en la región de Alta Normandía, departamento de Sena Marítimo, en el distrito de Rouen y cantón de Doudeville.

## Demografía
| 475 | 430 | 358 | 381 | 496 | 562 |
| Para los censos de 1962 a 1999 la población legal corresponde a la población sin duplicidades (Fuente: INSEE [Consultar]) |     |     |     |     |     |